# Автомагістраль Ахмадабад–Вадодара
Автомагістраль Ахмадабад–Вадодара або Автомагістраль Махатми Ганді або Національна Автомагістраль 1 — швидкісна дорога, що з'єднує міста Ахмедабад і Вадодара в штаті Гуджарат, Індія. В довжину складає 93,1 кілометри . Швидкісна магістраль скорочує час у дорозі між двома містами з двох з половиною годин до години. У 1986 році вона була оголошена Національною швидкісною автострадою 1.

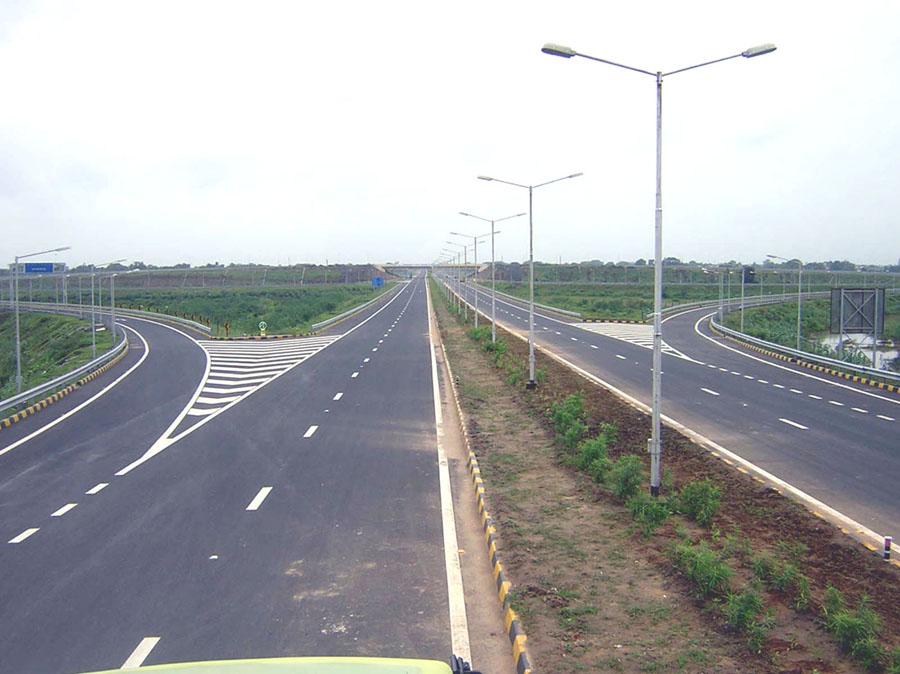
Вид на швидкісну автомагістраль Махатми Ганді, присвячену дню нації 24 серпня 2004 року міністром морського транспорту та автомобільних доріг Т. Р. Баалу у Вадодарі

Швидкісна дорога має по 2 смуги з кожного боку, відкрита в 2004 році  Має дві виїздні петлі в Надіаді та Ананді. У 2009 році Національне управління автомобільних доріг Індії оголосило про плани модернізації швидкісної дороги до шести смуг. Двоколісним транспортним засобам усіх видів на швидкісній дорозі проїзд заборонено. Автомагістраль огороджена, щоб запобігти в'їзду двоколісних транспортних засобів і худоби, а також має кілька підземних переходів і мостів для пішоходів.

## Історія
Автомагістраль була побудована вартістю ₹ 475 крор  і урочисто відкрита тодішнім прем'єр-міністром Індії Аталом Біхарі Ваджпаї. У 2009 році уряд Гуджарату звернувся до уряду Індії з проханням продовжити швидкісну магістраль до Мумбаї. У 2011 році IRB Infra виграла тендер на модернізацію швидкісної дороги з чотирьох смуг до шести смуг зі службовими смугами та збирання плати. У 2013 році було оголошено, що IRB Infra, яка також модернізувала ділянку національної дороги, що з’єднує Ахмедабад і Вадодару в рамках угоди, не буде стягувати плату до завершення будівельних робіт. Процес модернізації швидкісної дороги до шести смуг руху коштує  крор.

## Вартість проїзду
Плата за проїзд стягуватиметься в чотирьох точках - в Ахмедабаді, SP Ring Road Ahmedabad, Nadiad, Anand & Vadodara. Нижче наведено зведену таблицю тарифів за проїзд:
| Категорія транспортного засобу  | Ахмедабад – Вадодара | Надія до Вадодари | Надіад до Ахмедабада | Ахмедабад Ананду | Ананд до Вадодари |
| ------------------------------- | -------------------- | ----------------- | -------------------- | ---------------- | ----------------- |
| Двохколісний транспортний засіб | Не дозволено         | Не дозволено      | Не дозволено         | Не дозволено     | Не дозволено      |
| Автомобіль/джип/фургон          | 125                  | 75                | 55                   | 75               | 55                |